# El Ràfol d’Almúnia
El Ràfol d’Almúnia – gmina w Hiszpanii, w prowincji Alicante, we wspólnocie autonomicznej Walencja, o powierzchni 4,88 km². W 2011 roku liczyła 749 mieszkańców.